# Berry-Bouy
Berry-Bouy é uma comuna francesa na região administrativa do Centro, no departamento Cher. Estende-se por uma área de 31,16 km². Em 2010 a comuna tinha 1 228 habitantes (densidade: 39,4 hab./km²).